# Obrecheuil
L'Obrecheuil, Obrechœul ou Obrechœil est une petite rivière de Belgique, affluent de la Haine, donc sous-affluent de l'Escaut. 

## Parcours
L'Obrecheuil prend sa source au nord-ouest du village du Rœulx. Il traverse ensuite les villages et hameaux de Sirieu, Saisinne, Casteau, et de Saint-Denis - où il circule à travers les ruines de l'ancienne abbaye de Saint-Denis-en-Broqueroie, près des étangs de Saint-Denis-en-Brocqueroie - pour se jeter dans la Haine à Obourg. Son parcours a une longueur d'approximativement 20 km.

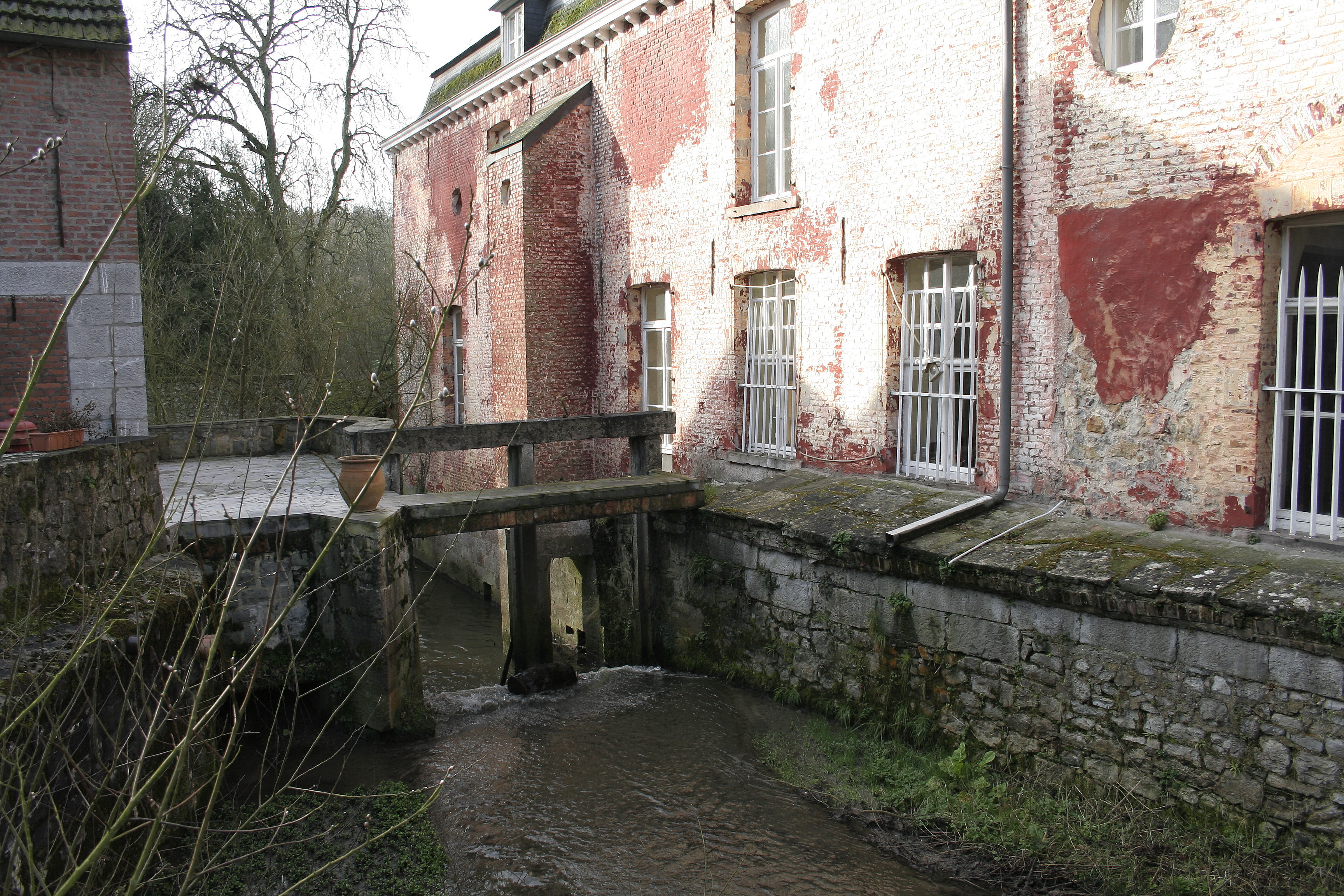
L'Obrecheuil au Moulin de la Roquette à Casteau.

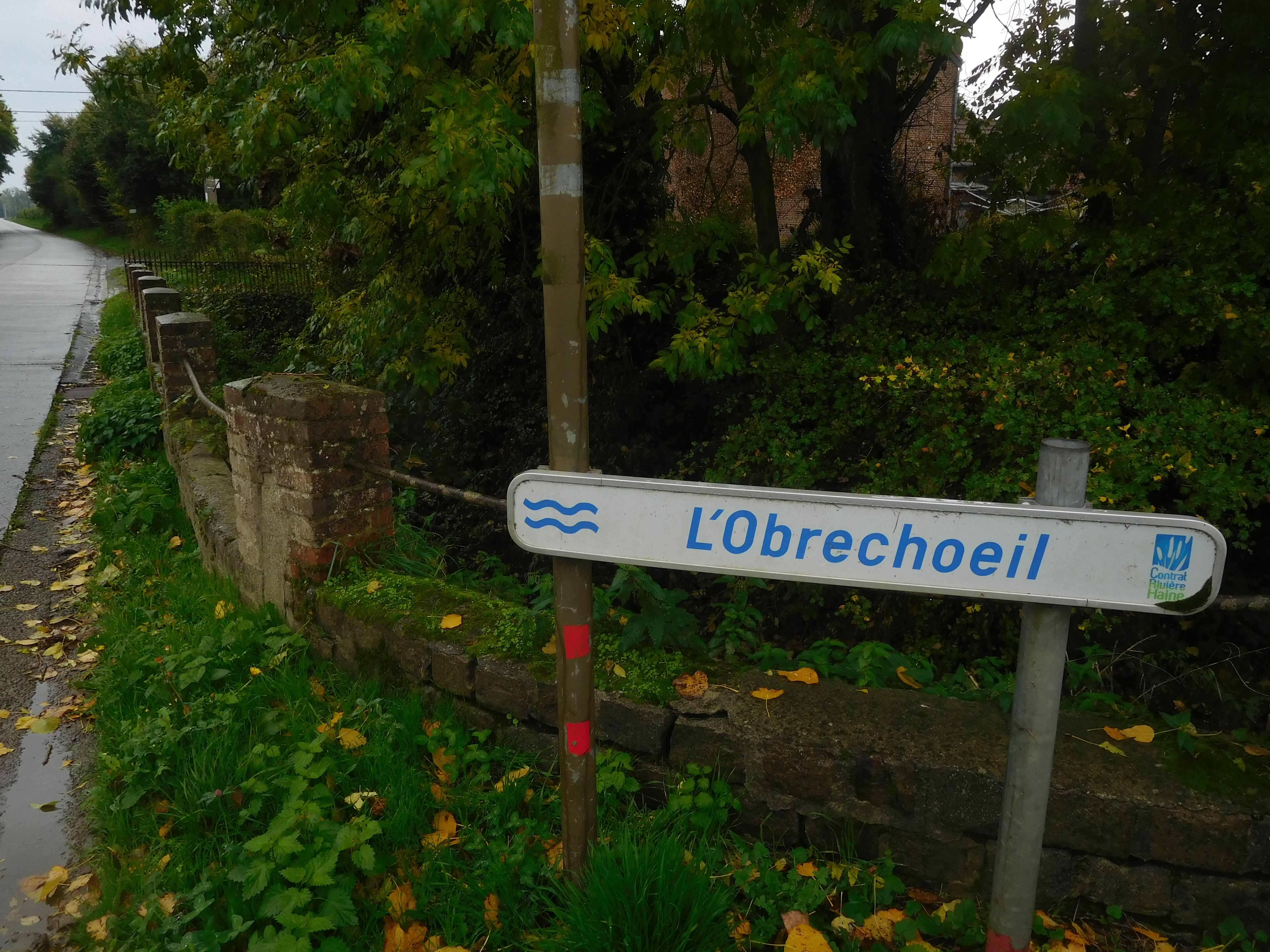
L'Obrechoeil passe à Saisinne (Thieusies)